# Pyutar
Pyutar es un pueblo ubicado en el distrito de Lalitpur, Nepal.

## Superficie
Cuenta con una superficie de 12,3 kilómetros cuadrados.

## Demografía
Hasta 2015 la población era de 2973 habitantes, con una densidad de población de 240,9 habitantes por kilómetro cuadrado. Con una población masculina y femenina de 1438 (48,4%) y 1535 (51,6%) respectivamente.
| Gráfica de evolución demográfica de Pyutar entre 1975 y 2015 |
|                                                              |
| Datos según el Centro Común de Investigación.                |